# Pic de carbone 14 de 774-775

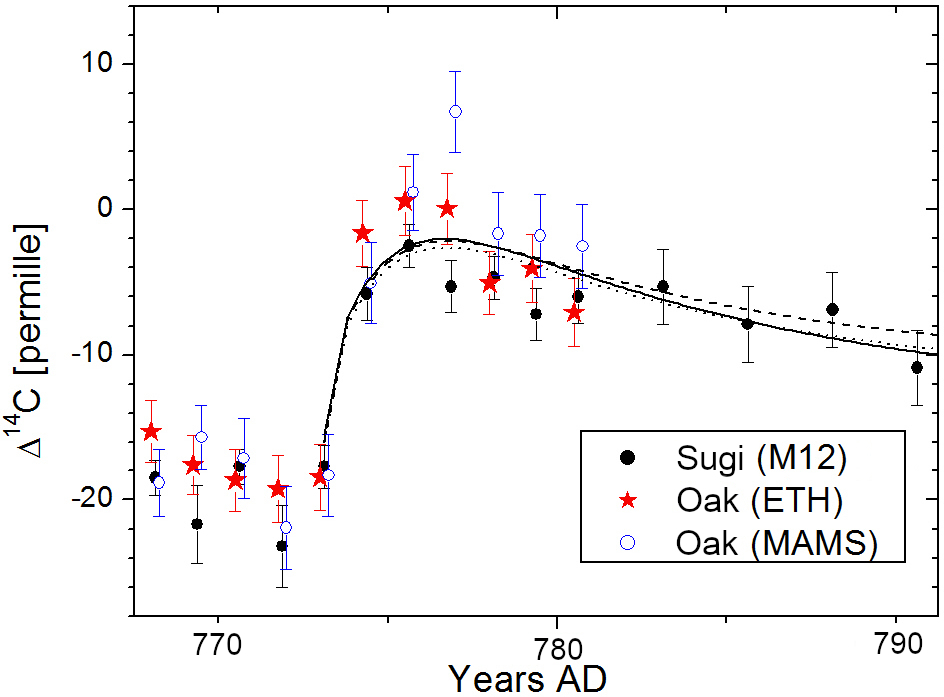
Effet du pic de carbone 14 de 774-775 sur la différence de carbone 14 en fonction du temps.

Le pic de carbone 14 de 774-775 est une augmentation de 1,2 % de la concentration de carbone 14 (14C) observée dans les cernes des arbres datés des années 774 ou 775 EC, ce qui est environ vingt fois plus élevé que le taux normal de variation.

## Découverte
Il a été mis en évidence en 2012, à l'université de Nagoya, dans le cadre d'une étude de cèdres du Japon et daté par dendrochronologie. Sa découverte a été annoncée par l'université japonaise le 25 mai 2012 et constitue le premier événement de Miyake détecté. Une augmentation du taux de béryllium 10 (10Be) dans des carottes de glace d'Antarctique a également été associée à l'évènement de 774-775. La production mondiale moyenne de carbone 14 lors de cet évènement est évaluée à (1,1–1,5) × 108 atomes par centimètre carré,,.
Ce pic précède celui de 993-994.

## Origine
L'évènement a pu être produit par l'éruption solaire de 774-775,,,,. L'hypothèse du sursaut gamma, semble improbable puisque l'évènement a également été observé pour les isotopes 10Be et 36Cl .